# Садовский, Джонатан
Джонатан Садовский (англ. Jonathan Michael-Angelo Sadowski) — американский актёр, наиболее известный по роли Трея в «Крепком орешке 4.0», Уэйда в фильме 2009 года «Пятница, 13-е» и Пола в «Запретной зоне».

## Биография
Родился 23 ноября 1979 года в Чикаго, штат Иллинойс, США. Там же учился в средней школе Маунт-Кармела и в Иллинойсском университете в Урбана-Шампейн, который окончил со степенью бакалавра в области театрального изобразительного искусства. После чего переехал в Лос-Анджелес, чтобы попробовать свои силы.

## Карьера
Джонатан Садовский впервые появился на телевидении в 2000 году в программе «Entertainment Tonight» на MTV, которую вел Райан Девлин. Спустя 3 года снялся в эпизодической роли в сериале «Морская полиция: Спецотдел». В 2004 году ему досталась постоянная роль в сериале «Американские мечты», где он играл вместе Гейл О’Грэйди, Томом Верикой, Бриттани Сноу, Уиллом Эстесом и Сарой Рамос.

Во время съёмок в сериале «Американские мечты» я всё ещё работал барменом. Наступала ночь воскресенья, я за стойкой в центре Лос-Анджелеса, и мой менеджер, и мой агент приходили посмотреть телевизор. И постоянно у тебя эти пьяные парни, такие: «Дай угадаю, ты собираешься стать актёром? Удачи, дружище!» Они хотят покритиковать тебя, а ты такой им: «Идиот, посмотри налево, это я на экране!»
Оригинальный текст (англ.)When I was on 'American Dreams,' I was still bartending. Every Sunday night it came on, I was bartending in downtown L.A., and my manager and agent would come in and watch the TV. You'd get these drunk guys that are like: 'Oh, let me guess; you're gonna be an actor, huh? Good luck, buddy!' They want to knock you down so badly, and I'm like, 'Idiot, look to your left; I'm on the screen!

В 2005 году был приглашен на главную роль в телевизионном фильме «Pool Guys». В 2006 году Джонатан получил первую запоминающуюся роль стилиста Пола Антонио в фильме «Она — мужчина» с Амандой Байнс в главной роли. До этого момента он работал в популярной закусочной «Griddle Cafe» в Уэст-Голливуд.. Прорывом стала роль хакера в фильме «Крепкий орешек 4.0» в 2007 году, являющемся четвёртым из популярной серии. С того момента снялся в эпизодических ролях в нескольких популярных сериалах таких, как «Красавцы», «Доктор Хаус», «Чак» и «Терминатор: Битва за будущее». Вторым большим достижением стал фильм ужасов «Пятница, 13-е» 2009 года, являющийся перезапуском «Пятницы, 13-е», где он сыграл вместе с Джаредом Падалеки, Даниэль Панабэйкер, Амандой Риетти и другими. В 2010 году начал сниматься в главной роли вместе с Уильямом Шетнером в сериале «Перлы моего отца», где они сыграли сына и отца. Сериал получил крайне негативные отзывы от критиков и был закрыт после одного сезона из-за низких рейтингов..
В 2012 году вышел фильм ужасов «Запретная зона», получивший от критиков низкие оценки, в котором Джонатан сыграл одну из главных ролей.

## Фильмография
| Год       |    | Русское название             | Оригинальное название                           | Роль                        |
| --------- | -- | ---------------------------- | ----------------------------------------------- | --------------------------- |
| 2003      | с  | Морская полиция: Спецотдел   | Navy NCIS: Naval Criminal Investigative Service | Лейтенант Норски            |
| 2004      | с  | Женская бригада              | The Division                                    | Брюс Келсо                  |
| 2004      | с  |                              | LAX                                             | Олег Карпонов               |
| 2004      | с  | Американские мечты           | American Dreams                                 | Джефферсон                  |
| 2005      | тф |                              | Pool Guys                                       | Сэм                         |
| 2006      | тф |                              | My Ex Life                                      | Гас                         |
| 2006      | с  | Везунчик Сэм                 | The Loop                                        | Роланд (в титрах не указан) |
| 2006      | ф  | Она — мужчина                | She's the Man                                   | Пол Антонио                 |
| 2007      | с  |                              | The Wedding Bells                               | Адам                        |
| 2007      | с  | Красавцы                     | Entourage                                       | ассистент Бретта            |
| 2007      | ф  | Крепкий орешек 4.0           | Die Hard 4.0                                    | Трей                        |
| 2007      | с  | Доктор Хаус                  | House M.D.                                      | Др. Мэйсон (#10)            |
| 2007      | с  | Чак                          | Chuck                                           | Ласзло Махновский           |
| 2008      | тф |                              | Courtroom K                                     | Дэниел Джун                 |
| 2008      | тф |                              | Squeegees                                       | Олуфссен Мачачи             |
| 2007      | с  | Терминатор: Битва за будущее | Terminator: The Sarah Connor Chronicles         | Сэйлз                       |
| 2009      | тф |                              | Two Dollar Beer                                 | Люк                         |
| 2009      | ф  | Весенний отрыв               | Spring Breakdown                                | Даг                         |
| 2009      | ф  | Пятница, 13-е                | Friday the 13th                                 | Уэйд                        |
| 2009      | ф  | Продавец                     | The Goods: Live Hard, Sell Hard                 | Блэйк                       |
| 2010      | тф |                              | Our Show                                        | Джек                        |
| 2010—2011 | с  | Перлы моего отца             | $#*! My Dad Says                                | Генри Гудсон                |
| 2012      | ф  | Запретная зона               | Chernobyl Diaries                               | Пол                         |
| 2014—2017 | с  | Молодые и голодные           | Young & Hungry                                  | Джош Камински               |

## Интересные факты
- Его рост — 185 см.[2].
- В свободное время любит писать, играть на гитаре и фортепиано.[1][6]